# جائزة جنوب إفريقيا الكبرى 1981
جائزة جنوب أفريقيا الكبرى 1981 هو سباق فورمولا 1 أقيم بتاريخ 7 فبراير 1981 في خاوتينغ، جنوب أفريقيا. حلّ الأرجنتيني كارلوس ريوتيمان أولا بينما جاء البرازيلي نيلسون بيكيه في المركز الثاني وحصل على المركز الثالث الإيطالي إيليو دي انجيليس.